# Zvláštní den
Zvláštní den (v originále Una giornata particolare) je italsko-kanadský hraný film z roku 1977, který režíroval Ettore Scola podle vlastního scénáře. Snímek měl světovou premiéru na Mezinárodním filmovém festivalu v Cannes 17. května 1977.

## Děj
Děj se odehrává 6. května 1938, kdy do Říma přijíždí Adolf Hitler, aby se setkal s Benitem Mussolinim. Celé město vyráží do ulic, aby slavnostně přivítalo Vůdce. V rozsáhlém obytném komplexu zůstávají osamoceni jen dva lidé. Antoinetta je žena v domácnosti, kde se stará o manžela Emanuela a šest dětí, a Gabriel, který jako homosexuál a levicově smýšlející přišel o místo rozhlasového hlasatele a nyní ho čeká deportace na Sardinii. Mezi povrchní a naivní Antoinettou a sečtělým a přemýšlivým Gabrielem se během těch několika hodin, kdy jsou spolu, vytvoří zvláštní pouto. Když se pozdě odpoledne vracejí obyvatelé a mezi nimi i Emanuele s dětmi, pro Gabriela si přijde policie.

## Obsazení
| Sophia Lorenová      | Antonietta |
| Marcello Mastroianni | Gabriele   |
| John Vernon          | Emanuele   |

## Ocenění
- Zlatý glóbus za nejlepší cizojazyčný film
- David di Donatello (Ettore Scola, Sofia Lorenová)
- César v kategorii nejlepší zahraniční film
- Nastro d'Argento v kategoriích nejlepší herečka v hlavní roli (Sofia Lorenová), nejlepší hudba (Armando Trovajoli) a nejlepší scénář
- Nominace na Oscara v kategoriích nejlepší zahraniční film a nejlepší herec v hlavní roli (Marcello Mastroianni)
- nominace na Zlatou palmu na filmovém festivalu v Cannes
- nominace na Zlatý glóbus v kategorii nejlepší mužský herecký výkon (Marcello Mastroianni)